# Lurcy
Lurcy ist eine französische Gemeinde im Département Ain in der Region Auvergne-Rhône-Alpes. Sie gehört zum Kanton Villars-les-Dombes im Arrondissement Bourg-en-Bresse. Die Bewohner nennen sich Luperciens.

## Lage
Die Gemeinde Lurcy liegt an der Saône, die hier die Grenze zum Département Rhône bildet, am Nordwestrand der Seenlandschaft Dombes, zehn Kilometer nordöstlich von Villefranche-sur-Saône. Sie grenzt im Norden und Osten an Francheleins, im Südosten an Chaleins, im Südwesten an Messimy-sur-Saône, im Westen an Saint-Georges-de-Reneins und im Nordwesten an Montmerle-sur-Saône.

## Bevölkerungsentwicklung
| Jahr                       | 1962 | 1968 | 1975 | 1982 | 1990 | 1999 | 2011 | 2021 |
| Einwohner                  | 225  | 194  | 182  | 197  | 199  | 257  | 392  | 393  |
| Quellen: Cassini und INSEE |      |      |      |      |      |      |      |      |

## Sehenswürdigkeiten
- Kirche Saint-Étienne aus dem 9. Jahrhundert
- Schloss Lurcy aus dem 14. Jahrhundert

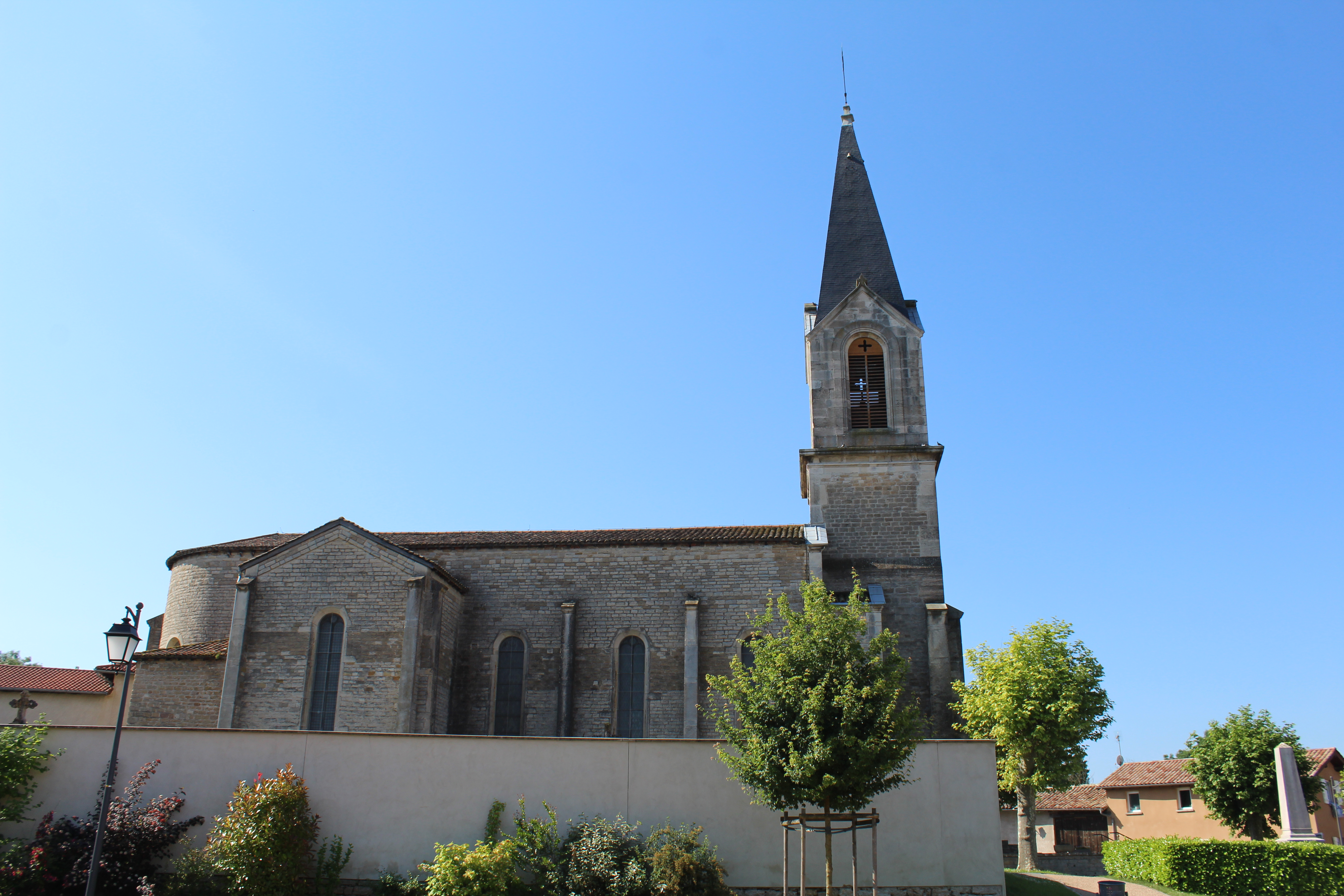
Kirche Saint-Étienne
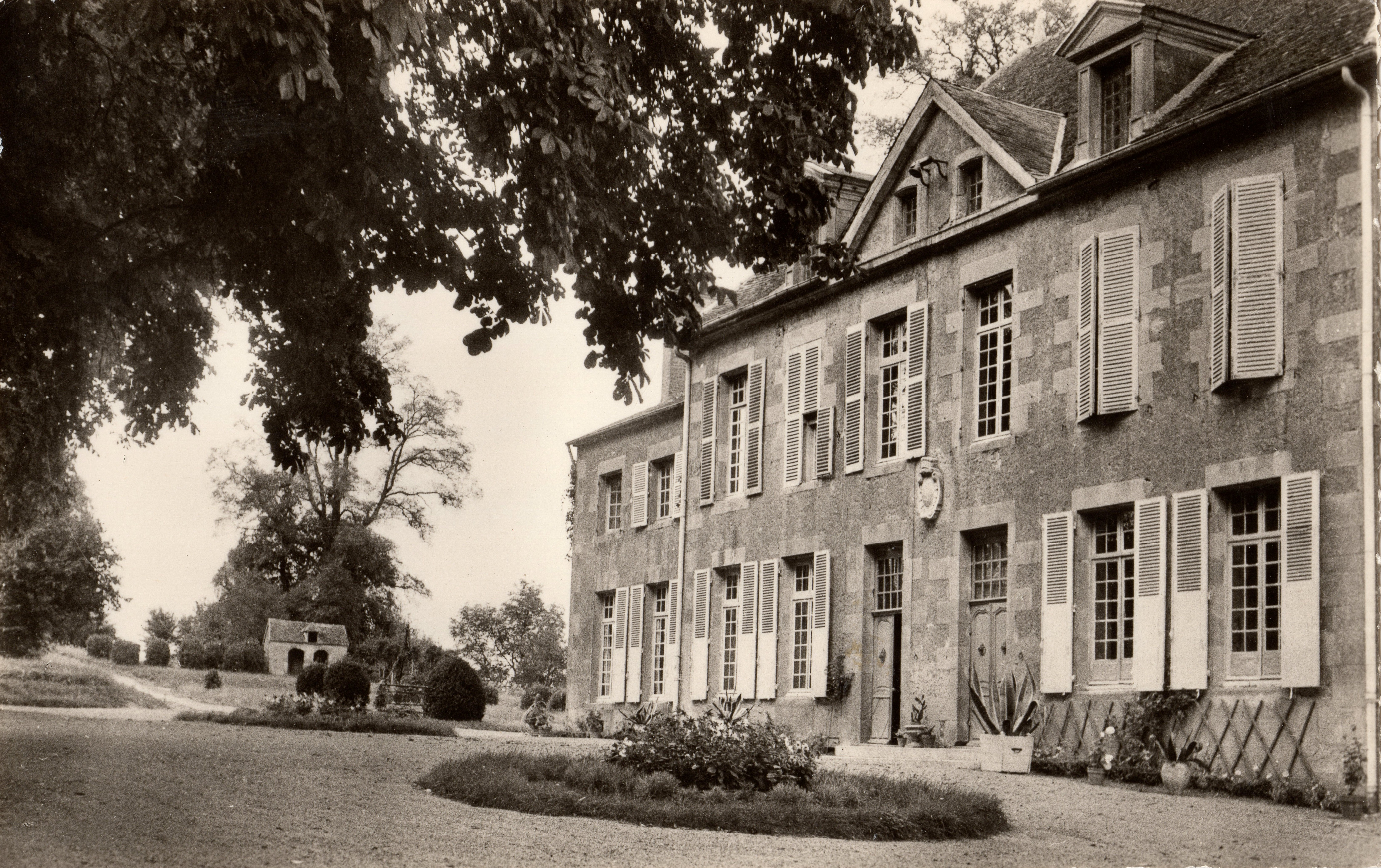
Schloss
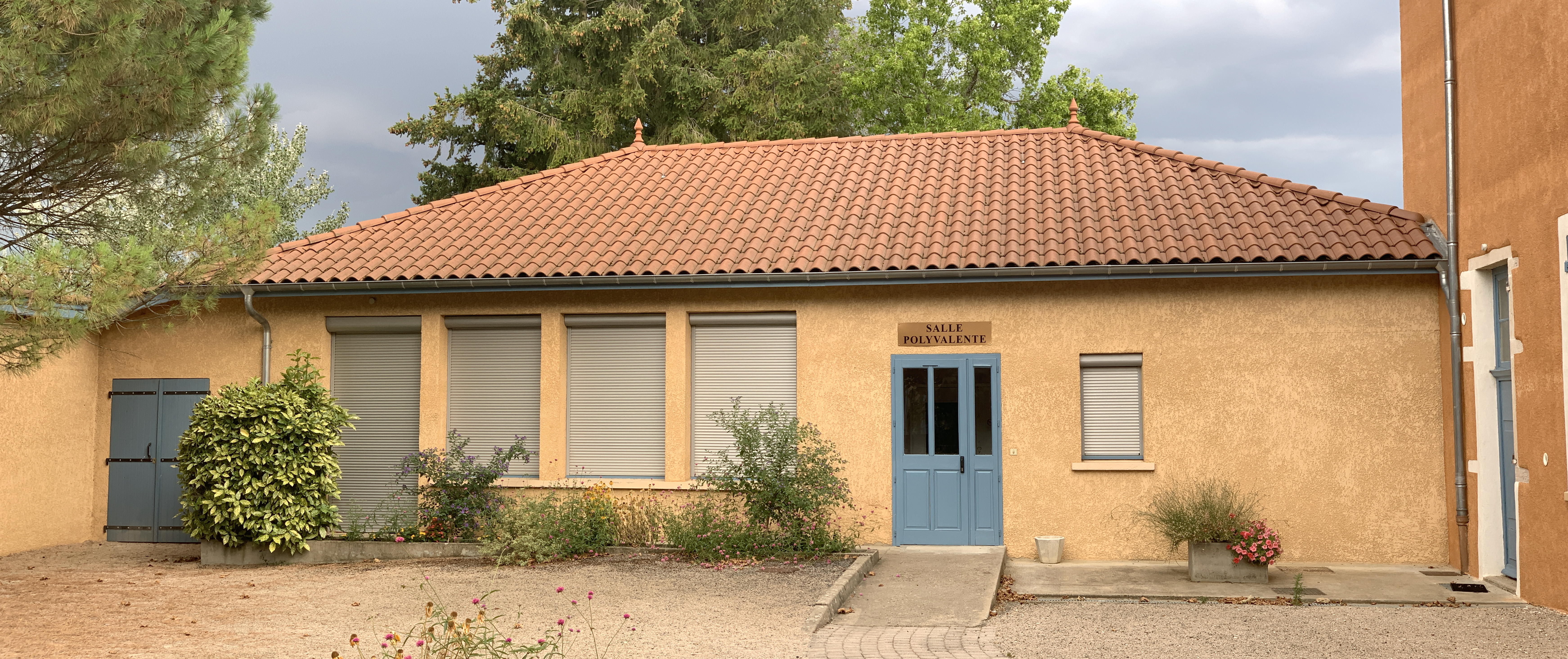
Gemeindefesthalle
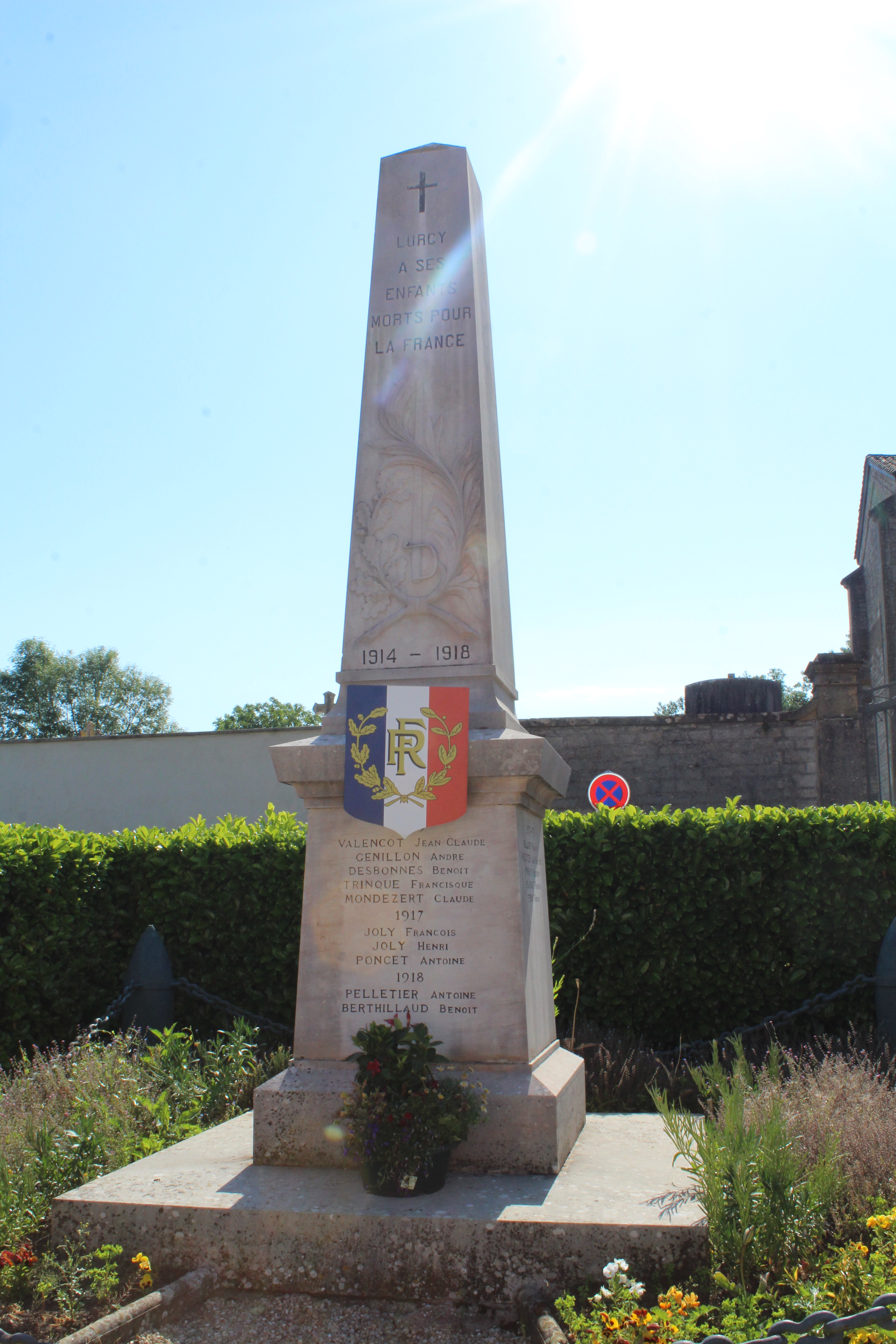
Gefallenendenkmal